# Palizada (kommun)
Palizada är en kommun i Mexiko.   Den ligger i delstaten Campeche, i den sydöstra delen av landet, 800 km öster om huvudstaden Mexico City. Antalet invånare är 8 290. Arean är 2 143 kvadratkilometer.
Terrängen i Palizada är mycket platt.
Följande samhällen finns i Palizada:
- Palizada
- El Juncal
- Tila
- Santa Cruz
- Lagón Dulce
- San Agustín
- Ribera San Eduardo
- Alamilla
- Ribera de la Corriente
- El Cuyo
- Las Bodegas
- El Mangal
- San Juan
- Ribera Gómez
- Puerto Arturo
- El Porvenir